# Wittelshofen
Wittelshofen est une commune de Bavière (Allemagne), située dans l'arrondissement d'Ansbach et le district de Moyenne-Franconie.

## Géographie

Situation de Wittelshofen (en rouge) dans la communauté administrative du Hesselberg (en violet) et dans l'arrondissement d'Ansbach

Wittelshofen est située dans le sud-est de l'arrondissement d'Ansbach, sur la rivière Wörnitz, à son confluent avec la Sulzbach, au sud-ouest du massif du Hesselberg, à 13 km à l'est de Dinkelsbühl et à 30 km au sud d'Ansbach, le chef-lieu.
La commune fait partie de la communauté administrative du Hesselberg dont le siège se trouve à Ehingen.
Anciennes communes ayant fusionné avec Wittelshofen :
- 1972, Grüb et une partie d'Illenschwang
- 1978, Obermichelbach et Untermichelbach.

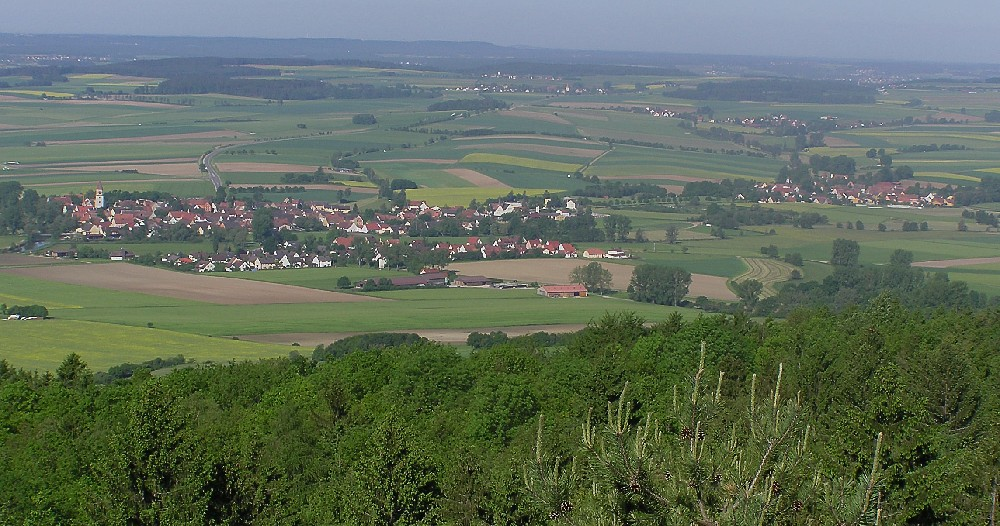
Vue de Wittelshofen prise depuis le Hesselberg

## Histoire
La première mention du village de Wittelshofen date de 1274 sous le nom de Witelshoven mais l'existence d'une chapelle carolingienne datant du VIIIe siècle suggère une fondation beaucoup plus ancienne.
En 1525, le margrave d'Ansbach fait l'acquisition du village et celui-ci intègre la principauté d'Ansbach. Il est incorporé au royaume de Bavière en 1806 et érigé en commune en 1818. En 1856, l'ancien château des margraves est détruit par un incendie.

## Démographie
| 1910   | 1933   | 1939   | 1950   | 1961  | 1979  | 2003  | 2009  |
| ------ | ------ | ------ | ------ | ----- | ----- | ----- | ----- |
| 1 203, | 1 122, | 1 014, | 1 742, | 1 353 | 1 182 | 1 298 | 1 261 |